# ZAP (empresa)

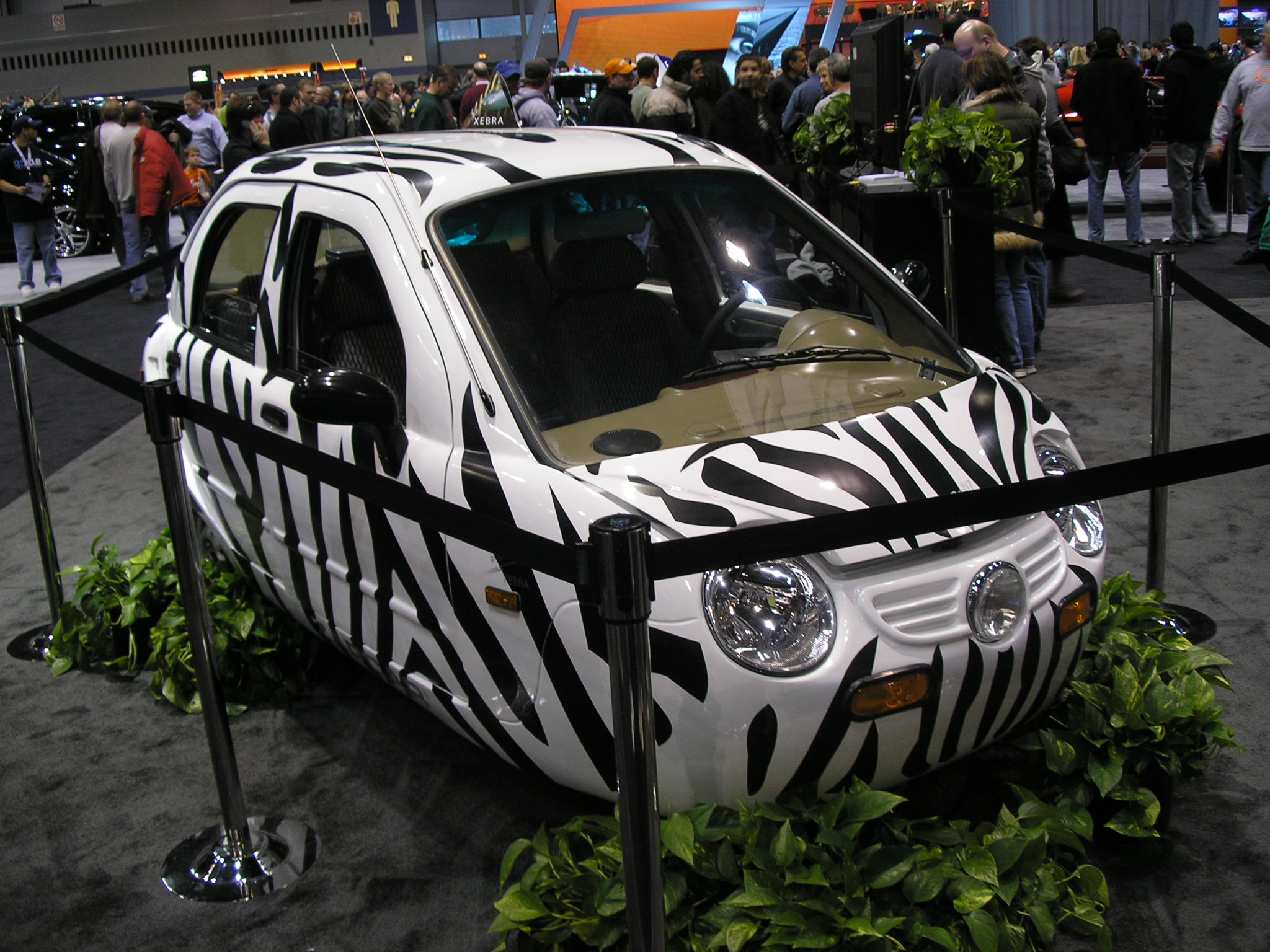
ZAP Xebra, 2007, Chicago Auto Show

ZAP (que significa Zero Air Pollution) é uma empresa norte-americana com sede em Santa Rosa, no estado da Califórnia, que produz e comercializa veículos elétricos. 

Também há em Angola uma transmissora de TV por satélite denominada Zap.